# Praseodymi(III) perchlorat
Praseodymi(III) perchlorat là một hợp chất vô cơ, một muối của praseodymi và acid perchloric có công thức hóa học Pr(ClO4)3 – tinh thể màu xanh lục, hòa tan trong nước, tạo thành các tinh thể ngậm nước.

## Tính chất vật lý
Praseodymi(III) perchlorat tạo thành các tinh thể hút ẩm màu xanh lục.
Nó hòa tan trong nước và etanol.
Nó tạo thành hexahydrat Pr(ClO4)3·6H2O, phân hủy ở 200 ℃.

## Muối kiềm
Pr(ClO4)3 có khả năng tạo ra một số loại muối kiềm, có công thức tổng quát là Pr(OH)x(ClO4)3 − x·nH2O. Muối với x = 1,5 và n = 1 đã được biết đến, dưới dạng tinh thể màu lục nhạt.

## Hợp chất khác
Pr(ClO4)3 còn tạo một số hợp chất với CS(NH2)2, như Pr(ClO4)3·2CS(NH2)2·10H2O là tinh thể màu lục nhạt.